# Metaleurop Nord
 (mars 2019).
Si vous disposez d'ouvrages ou d'articles de référence ou si vous connaissez des sites web de qualité traitant du thème abordé ici, merci de compléter l'article en donnant les références utiles à sa vérifiabilité et en les liant à la section « Notes et références ».
Metaleurop Nord était une société filiale de Metaleurop SA qui exploitait une fonderie située sur les communes de Noyelles-Godault et de Courcelles-lès-Lens (Pas-de-Calais). Elle a été liquidée en mars 2003, après plus d'un siècle de production de métaux non ferreux. Bâtie en 1893 par une compagnie minière française, la Société anonyme des Mines de Malfidano, l'usine a été rasée entre 2003 et 2006, après la liquidation de Metaleurop Nord.

## Histoire

### Aux origines
La SA des mines de Malfidano est créée à Paris en 1867. Avant Noyelles-Godault, elle n'avait pas de site métallurgique de production de zinc. L'usine traitera la calamine calcinée (carbonate de zinc) de la grande mine éponyme de Malfidano près d'Iglesias (Sardaigne) par le procédé thermique des creusets horizontaux, seul en usage alors, et très gourmand en charbon. Le site acheté à la Compagnie des mines de Dourges était alors parfaitement desservi par le rail, la route et le canal de la Haute-Deûle, d'où arrivaient les minerais de Malfidano, expédiés via le port sarde de Carloforte.
Non seulement la production de ce métal nouveau exigeait de quantités considérables de charbon, mais le marché français et surtout parisien du zinc pour la couverture était en pleine expansion et était insuffisamment approvisionné par les deux usines françaises de zinc primaire, celle voisine d'Auby créée en 1868 par la Compagnie royale asturienne des Mines, et celle de Viviez, construite par Ernest Garnier pour Vieille-Montagne en 1858 dans le bassin houiller de Decazeville.
La production de plomb à l'usine de Noyelles-Godault à partir de minerai est restée anecdotique jusqu'en 1936, date de la construction d'une usine à plomb moderne sur le site.
Son installation entraîne un afflux migratoire, avec l'arrivée de travailleurs étrangers. Cette augmentation de la population est une aubaine pour Noyelles-Godault et les villages des alentours, elle permet leur développement économique, la création d'écoles…1. Néanmoins, la production de plomb et de zinc est nocive, que cela soit pour les travailleurs, les habitants ou l'environnement. Une des maladies associées au plomb est le saturnisme.
Elle achète et fait construire des maisons durant la première partie du XXe siècle à Noyelles-Godault ou encore Courcelles-lès-Lens, certainement afin à la fois d'avoir ses ouvriers proches de leur lieu de travail, mais aussi de s'assurer de leur tranquillité.

### Première Guerre mondiale
Pendant la Grande Guerre, l'usine située à une quinzaine de kilomètres du front a été utilisée par l'occupant allemand comme plate-forme de distribution de munitions et même probablement comme usine de fabrication de munitions.
Pendant la bataille de la crête de Vimy, l'usine a subi de lourdes destructions de l'artillerie alliée et a été le point de départ de plusieurs batailles aériennes où s'illustra Manfred von Richthofen dit le Baron rouge qui, avec son escadre basée à Douai-Brayelles, abattit plusieurs avions anglais près de l'usine. Ce célèbre pilote fréquenta assidûment le « Château », résidence du directeur de l'usine de Malfidano où le commandement du premier corps d'armée bavarois s'était installé.
Détruite en grande partie lors des combats, l'usine est pillée et rasée par l'armée allemande en repli.

### Reconstruction et essor dans l'entre-deux-guerres

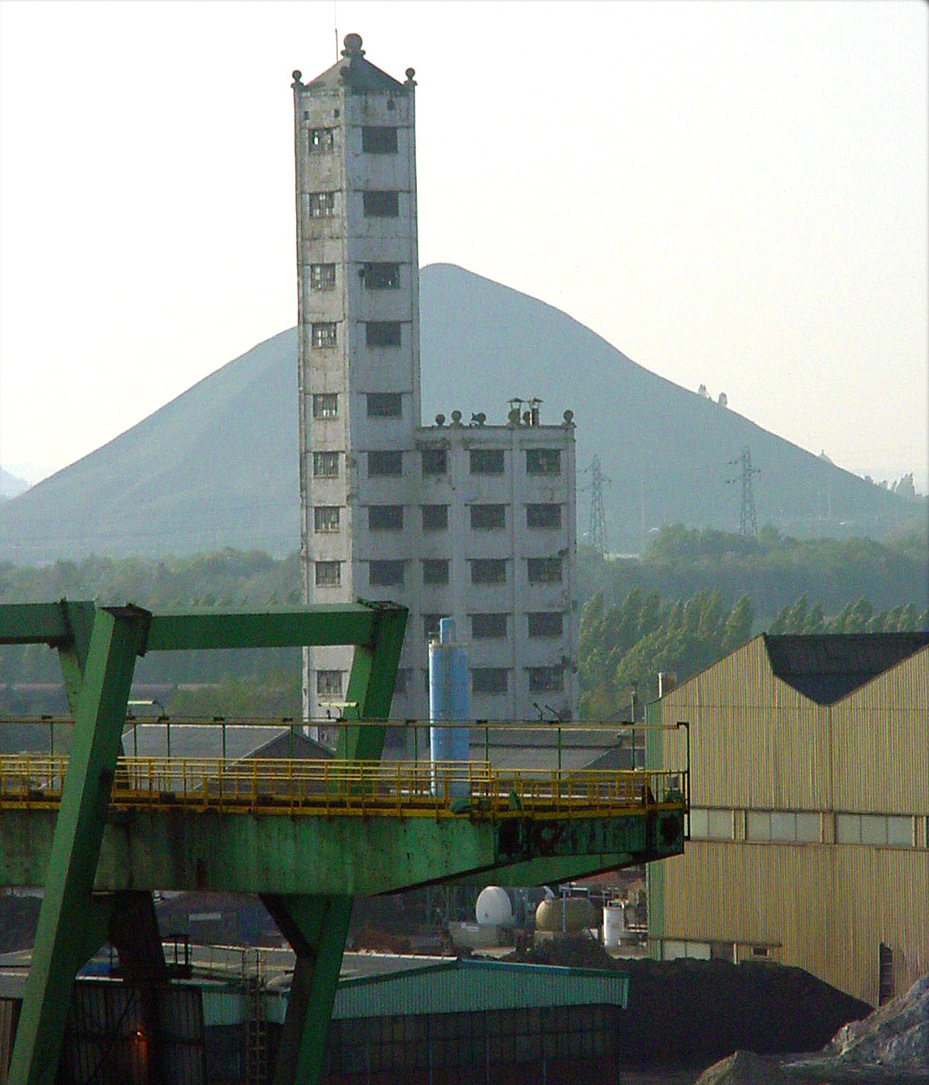
Tour à plomb de l'Usine Metaleurop Nord où ont été fabriqués des dizaines de milliards de billes de grenaille de plomb de chasse.

En 1920, la Compagnie anonyme des mines Malfidano revend les ruines de l'usine et les droits aux dommages de guerre à une autre compagnie française, la Société minière et métallurgique de Peñarroya, créée en 1881 par la compagnie Rothschild frères et un ingénieur, le polytechnicien Charles Ledoux.
De 1922 à 1935, l'usine à zinc est rebâtie à l'identique, avec le même procédé thermique. Un atelier de pressage et laminage du plomb et de laminage du zinc est construit et démarré sur les premiers terrains marécageux déblayés qui se trouvaient sous la menace d'effondrements miniers et des munitions non explosées. Entre-deux-guerres, Peñarroya devient leader mondial du zinc, avec près d'un dixième de la production mondiale.
Voyant son succès, Peñarroya décide de diversifier l'usine de Noyelles. Une grande tour à plomb, destinée à produire de la grenaille de plomb pour les cartouches de chasse, a été importée des États-Unis avec une structure métallique typique des gratte-ciels. Érigée en 1924, elle deviendra le symbole et le point le plus élevé de l'usine jusqu'en 1936, date de la construction de la première grande usine à plomb du site et de sa grande cheminée de 100 mètres.
En 1935-1936, l'usine moderne de production de plomb est construite sur un procédé original, mis au point sur le site. Mais la guerre d'Espagne éclate en Andalousie et la ligne de chemin de fer reliant l'usine andalouse de Peñarroya-Pueblonuevo et les mines au reste de l'Espagne et donc à Noyelles-Godault est coupée par le front des troupes républicaines et nationalistes. La Société minière et métallurgique de Peñarroya est au bord de la faillite. L'usine à plomb de Noyelles-Godault, flambant neuve, n'a plus de matières premières pour son démarrage. Peñarroya devra donc se lancer dans l'achat de minerai de plomb et développer la recherche minière en pleine crise internationale.

### Sous lesTrente Glorieuses
L'usine a subi à nouveau des dégâts durant la Seconde Guerre mondiale, comme d'autres infrastructures du bassin minier, ainsi que la pénurie de charbon.
En 1961-1962, une nouvelle usine à zinc est construite sur le territoire de Courcelles-lès-Lens avec un procédé pyrométallurgique innovant : l’Imperial Smelting Process (ISP). Les fours de l'ancien procédé sont arrêtés progressivement, et la fonderie de Noyelles devient l'une des plus performantes au monde.
À partir de 1970, tous les filtres de gaz de procédé sont remplacés ou modernisés. De 1975 à 1993, l'usine retraite le concentré de zinc de la mine de Saint-Salvy contenant du germanium et des concentrés de zinc importés et riches en indium. La production de germanium pur et d'indium de haute pureté est étudiée, développée et enfin réalisée : l'usine de Noyelles-Godault devient ainsi la première usine au monde de production de germanium (20 tonnes par an) et d'indium (60 tonnes par an).

### Accidents
L'usine a connu de nombreux accidents de sa création à sa fermeture. Parmi les derniers : 
- 9 février 1989 : un dépôt extérieur de nitrate de soude, de soufre et de lingots de magnésium est le point de départ d'un sinistre qui provoque de nombreuses explosions et un nuage irritant mais non toxique : trois personnes légèrement blessées[3].
- 31 octobre 1990 : une projection de soude à 400 °C et de plomb liquide tue une personne et en brûle cinq autres dont deux grièvement[3].
- 16 juillet 1993 : Une colonne de raffinage de zinc explose, tuant dix personnes et en blessant une autre[3].
- 24 janvier 1994 : Une nouvelle explosion de la même colonne de raffinage de zinc tue une personne et fait sept blessés[3].

À l'issue de l'enquête sur ces deux derniers accidents, deux dirigeants de Metaleurop Nord ont été condamnés devant le tribunal correctionnel de Béthune pour l'insuffisance des mesures de protection.

### Pollution et santé
Les vapeurs et fumées, ainsi que les envols de poussières (en zone rurale comme en zone urbaine), accidents et quelques incendies ont été source de pollutions chroniques et accidentelles par le plomb, le cadmium, le zinc et l'arsenic notamment, mais aussi par l’argent, l’arsenic, l’antimoine, le bismuth, le cuivre, le mercure, l’indium, le nickel, le sélénium, l’étain et le thallium et moindrement par d'autres éléments-traces qui selon leur nature et selon la nature du sol circulent plus ou moins lentement (verticalement et horizontalement) et plus ou moins profondément dans le sol.
Avec d'autres sources industrielles, domestiques, halieutiques et de pollution routière, l'usine a contribué de manière significative, directement ou indirectement au dépôt et à l'intégration d'environ 45 000 tonnes de plomb dans 12 400 km2 de sols de la région Nord-Pas-de-Calais (le reste ayant été dispersé par les animaux migrateurs, ou déposé dans les sédiments ou lessivé vers la mer). La zone la plus polluée s'étendait à la fin du XXe siècle sur près de 60 km2, et le site-Atelier du « réseau Safir » couvre aujourd’hui 100 km2 environ où vivent et habitent environ 55 000 personnes.
Parallèlement aux opérations successives de dépistages et traitement du saturnisme et en particulier du saturnisme infantile,,, un Projet d'Intérêt Général (PIG) a été établi sous l'égide du Préfet de région pour la gestion des séquelles de pollution par le plomb et le cadmium notamment. Il couvre le périmètre le plus gravement pollué, sur le territoire de trois communes : Noyelles-Godault, Courcelles-lès-Lens et Évin-Malmaison. Il est assorti de prescriptions et recommandations portées par des arrêtés préfectoraux (en 2005 puis 2008). Il a imposé de premières mesures de précaution et de prévention selon une double zonation :
- Z1 : concentration supérieure à 1 000 parties par million (PPM) de plomb ou 20 PPM de cadmium dans le sol ;
- Z2 : concentration en Plomb comprise entre 500 et 1 000 PPM ou concentration de cadmium entre 10 et 20 PPM de cadmium.

Le PIG préconise en cas de demande d’autorisation :
- de traiter l'intégralité des parcelles accueillant les constructions pour supprimer intégralement la pollution de la parcelle ;
- de fournir les éléments indiquant le mode de traitement des terrains et les filières d'élimination de terres polluées ;
- d'éviter les réenvols de poussières liées aux travaux.

De plus, on a cherché à mieux mesurer la qualité des sols des jardins privés (potagers y compris), des espaces verts publics et depuis 1995 environ, une sorte de ceinture boisée expérimentale a été plantée autour du site par l'entreprise, avec notamment des peupleraies à vocation de phytostabilisation et plus largement de phytomanagement des métaux lourds, pour peu à peu remplacer l'agriculture encore très présente dans les zones les plus fortement contaminées, en dépit des risques sanitaires et alimentaires. C'est l'Ademe qui poursuit ce projet et gère cette « ceinture verte » depuis la fermeture de l'usine. Il s'agit aussi de « fixer » les polluants dans les sols, tant que possible, notamment là où il y a plus de 250 à 300 mg de plomb par kg de sol.
Plusieurs sites expérimentaux explorent ou ont exploré la modélisation de la cinétique des polluants dans le sol, le biomonitoring (avec par exemple le merle noir, les effets du remplacement de sols pollués par de la terre propre (dans des potagers par exemple) recul de l'agriculture sur la circulation des métaux, et ceux des plantations, avec ou sans amendements visant à stabiliser les métaux, dont des amendements riches en chaux, des cendres volantes silico‐alumineuse (FA1) ou des cendres sulfo‐calciques (FA2),,,. en jouant le rôle d'absorbant, ou stabilisateur naturels.
Mais, selon le réseau SAFIR, du point de vue de la santé environnementale, la situation reste préoccupante. Si la pollution de l'air a très nettement diminué, la pollution de sol ne diminue pas pour les métaux tels que le plomb et le cadmium, et « l'imprégnation de la population demeure préoccupante » en dépit de quelques progrès constatés depuis la fermeture de l'usine (de Burbure et al., 2006; Prouvost et al., 2007). La plombémie moyenne chez les enfants vivant près du secteur de l'ancienne usine reste supérieure au taux moyen national en moyenne 40 μg de Pb par litre de sang (Declercq and Ladrière, 2004) contre 28 μg L−1 sur la période 2003-2004 (Chatelot et al., 2008).
En 2022, une étude de l'agence régionale de santé des Hauts-de-France trouve du plomb au-dessus des seuils légaux à proximité de l'ancienne usine.

### Mort annoncée
Dès 1980 le groupe Peñarroya et la quasi-totalité de ses concurrents miniers et métallurgiques européens sont en grande difficulté, dans un contexte de crise économique. Avec l'édiction de normes environnementales, ils doivent construire ou reconstruire leurs équipements et filtres anti-pollution, alors que le prix des métaux baisse, que le dollar s'affaiblit, et que la concurrence des pays de l'Est ou en voie de développement s'accentue.
Les Européens tentent de s'unir pour proposer un prix unique du zinc des producteurs européens. Il s'agit de lutter contre la dérégulation et les agissements de nouveaux venus : les traders comme la compagnie Marc Rich + Co. AG, créée en 1975 et devenue en 1993 Glencore International AG International AG. Le groupe Glencore a son siège social à Baar dans le canton de Zoug, connu pour être à la fois un paradis fiscal et, à cette époque, pour assurer le secret bancaire. Il achète des actions Metaleurop qu'il place dans une filiale des Bermudes, autre paradis fiscal.
Les métallurgistes européens seront condamnées par la Communauté européenne pour « entente illicite » et tenteront alors de former un seul groupe européen de métaux non ferreux. En 1988, seules Peñarroya et les activités de non ferreux de Preussag pourront être regroupées au sein d'un nouveau groupe européen : Metaleurop, qui a son siège à Paris.
Le groupe investit encore dans la fonderie de Noyelles, mais quelles que soient les performances de l'usine, ses résultats financiers sont extrêmement dépendants des cours des métaux. En 1990, l'usine se dote d'une station de retraitement des eaux usées. En 1993, la ligne plomb est équipée d'une unité innovante de désulfuration des gaz de procédé. En 1993 une colonne de purification (distillation) du zinc métal explose. Cet accident grave sera suivi par un deuxième sur la même colonne reconstruite. Les deux accidents tuent onze personnes et provoquent la fermeture totale de l'atelier de raffinage et partielle de l'usine à zinc et le retrait de l'actionnaire principal, Preussag, remplacé par le trader Marc Rich + Co. AG.
Metaleurop filialise toutes ses activités et achète une « société coquille vide » qui deviendra Metaleurop Nord. La maison mère transfère ainsi sur les comptes de sa filiale, Metaleurop Nord, les pertes liées aux accidents. 
En 1996, l'atelier de raffinage du zinc est reconstruit totalement et le trader Glencore devient à la fois actionnaire principal (mais non responsable), l'unique commercial (via Metaleurop Commercial SAS) et s'impose comme l'actionnaire de référence de divers concurrents de Metaleurop SA par des acquisitions en Europe.
En août 2002, un plan social est lancé, qui doit aboutir à plusieurs centaines de licenciements. Il n'ira pas à son terme.

### Fermeture

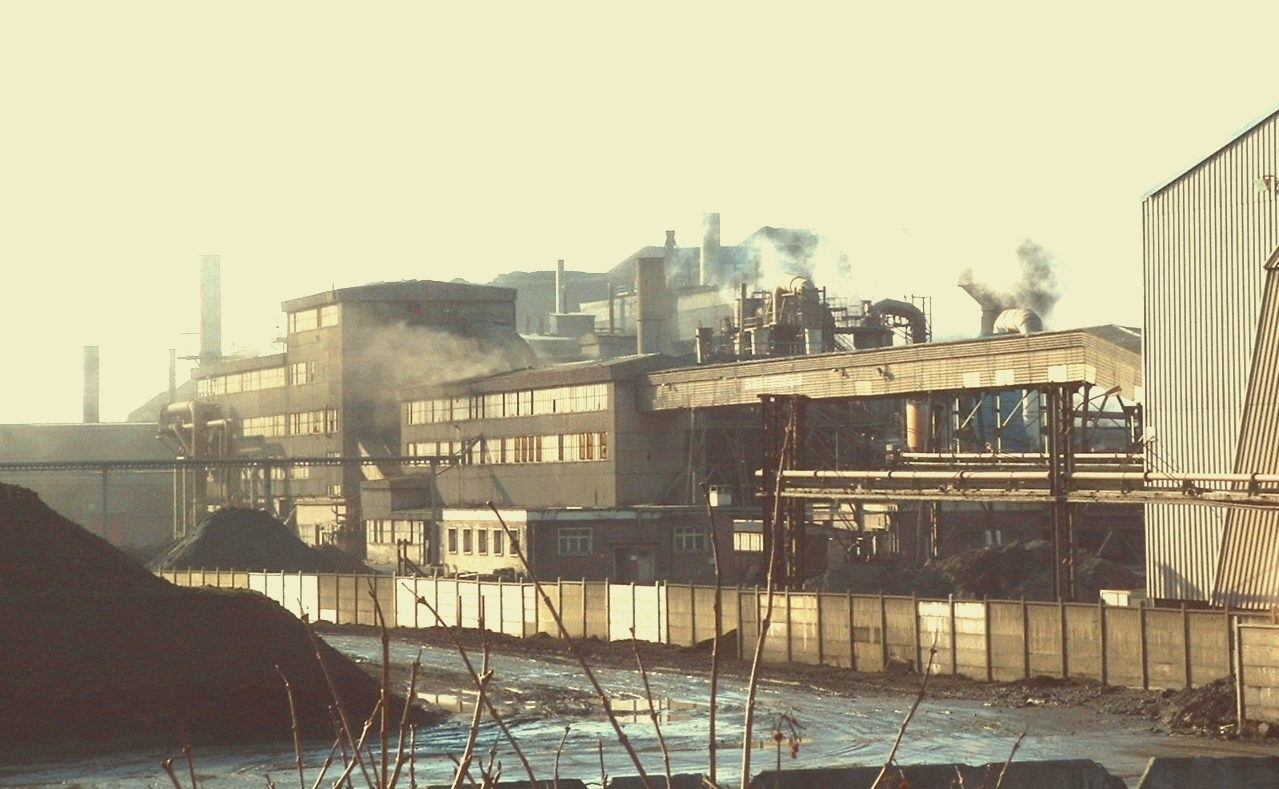
L'usine Metaleurop au moment de sa fermeture.

Le 16 janvier 2003, Metaleurop annonce sa décision de ne plus financer sa filiale Metaleurop Nord, qui représente la moitié de son chiffre d'affaires. L'usine se retrouve sans ressources, et très vite, les salariés et élus interprètent cet abandon comme devant mener à une issue fatale pour l'usine, Metaleurop Nord ayant été placé dans une situation où il n'a pas la possibilité de réaliser des bénéfices.
Le 28 janvier, le tribunal de grande instance de Béthune à compétence commerciale ouvre la procédure de redressement judiciaire de la SAS Metaleurop Nord. Les 830 salariés redoutent que l'entreprise ne soit rapidement liquidée, faute de solution de continuation de l'activité ou de reprise par une entreprise tierce, et qu'ils ne soient licenciés sans préavis ni plan social. Les élus locaux craignent au surplus que la dépollution du site ne soit pas prise en charge par le groupe. La liquidation judiciaire est prononcée le 10 mars 2003. Une action en extension de procédure est engagée par les liquidateurs judiciaires à l'encontre de Metaleurop SA. Elle n'aboutira pas. Glencore, actionnaire à 32,99 % de Metaleurop, a toujours nié toute responsabilité.
À sa fermeture, Metaleurop Nord raffinait le zinc et d'autres métaux (dont plomb, cuivre, antimoine, indium, germanium, or, argent, cadmium, etc). L'usine était dans les années 1990 le premier employeur du bassin d'emploi local, dans le bassin minier du Nord-Pas-de-Calais. 
Peu avant son arrêt d'activité à la suite de son abandon par la société-mère Metaleurop, Metaleurop Nord assurait à partir de minerais, les deux tiers de la production française de plomb (150 000 t), un tiers de celle de zinc (100 000 t), la totalité de la production française de germanium (20 tonnes) et d'indium (50 à 70 tonnes). 
La production de plomb recyclée provient en quasi-totalité du retraitement des batteries au plomb usagées et est assurée par les usines de la société Metaleurop SA (rebaptisée en 2007 Recylex) de Villefranche-sur-Saône et d'Escaudœuvres, mais aussi par les usines de GDE de Trafigura.
Les rejets de l'usine étaient suivis par la DRIRE et la DIREN qui pilote la Police de l'eau dans la région, ainsi que par l'ADEME. Selon l'Observatoire régional de la santé (ORS) en octobre 2002, 13 % des enfants dépistés dans les communes aux abords de l'usine avaient un taux d'imprégnation élevé, et à Évin-Malmaison, ville située sous les vents dominants, ce taux atteint 27 %. « Depuis 1995, il n'y a pas d'évolution significative dans les pourcentages de dépistage », notait le rapport.

## Médiatisation, études et ouvrages inspirés par Metaleurop Nord
Outre une couverture médiatique abondante de janvier à avril 2003, la fermeture brutale de l'usine Metaleurop Nord a fait l'objet d'études historiques, sociologiques, judiciaires et de livres.
- Metaleurop paroles ouvrières (éditions Mille et une nuit, 2003) est issu de l'idée de l'association des salariés Chœurs de fondeurs de faire venir à Noyelles-Godault l'écrivain Frédéric H. Fajardie pour recueillir des témoignages.
- Noir métal (éditions Delcourt, 2006) est une bande dessinée signée par un journaliste ayant couvert la fermeture de Metaleurop, Xavier Bétaucourt, et le dessinateur Jean-Luc Loyer.
- Les Derniers Jours d'un homme (éditions Rivages, 2010) est un roman de Pascal Dessaint inspiré par la vie autour de l'usine. Celle-ci y est rebaptisée « Europa ».
- La Reconversion des hommes et des territoires : le cas Metaleurop (éditions L'Harmattan, 2010) est une étude du sociologue Olivier Mazade sur l'après-fermeture.
- « Cellules de reclassement et individualisation du traitement du chômage. Le cas de Metaleurop Nord et des Houillères du Nord », article de Olivier Mazade (2005), dans la Revue de l’IRES, no 47, p. 195-214.
- Metaleurop : mémoire ouvrière, mémoires d’ouvriers (éditions L'Ours, 2011) est une étude du sociologue Josué Gimel, tirée d'un mémoire de recherche, sur la construction et les enjeux de la mémoire laissée par l'usine après sa fermeture.
- « Lutter pour la reconversion d’un site industriel et la dignité des hommes qui l’ont fait vivre. Analyse d’expériences menées par les ex-salariés de Metaleurop-Nord. », article de Corteel D. (2009), in Jean-Yves Causer, Jean-Pierre Durand et William Gasparini (dir.), Les identités au travail. Analyses et controverses, Toulouse, Octarès, p. 113-122.
- Fermetures d'usines: les associations d'anciens salariés comme espaces de médiation originaux ; article de Corteel, D. (2009), dans la revue Formation emploi (4), 53-65.
- « L’employabilité sous conditions. Le cas Metaleurop », article de Dietrich A., Jouvenot C., Lenain M.-C. (2007), in Éducation permanente, no 170, p. 131-141.
- Metaleurop : une crise locale aux causes internationales et aux conséquences nationales, Mémoire de maîtrise, université Paris I, par Gaulin M.-J. (2005).
- Affaires sensibles, Metaleurop, le triomphe des "patrons voyous". Récit documentaire (podcast). France Inter, Sylvie Fagnart. 04 janvier 2024[29].

De nombreux documentaires ont été réalisés :
- L'Éléphant, la Fourmi et l'État, aujourd'hui Metaleurop, demain… ? de Jean-Michel Meurice sur Arte
- Metaleurop, l'autre guerre… de John-Paul Lepers sur Canal+
- Metaleurop : Germinal 2003 de Jean-Michel Vennemani sur France 3
- Le conflit Metaleurop de Stéphane Czubek et Gilles Lallement sur France 3
- Metaleurop : les naufrageurs démasqués… et toujours impunis d'ATTAC-Romans
- Metaleurop, les années de plomb de Stéphane Czubek sur France 3
- Usine des mémoires, une exposition et un web-documentaire réalisée par l'Anachronique Symposium Committee, basée sur des témoignages recueillis auprès d'anciens salariés de la fonderie, Anachronique Symposium Committee, (2011)[30].

On peut aussi citer :
- Le site internet Chœurs de fondeurs[31]
- « La fonderie de Noyelles-Godault » de Jean-François Berthe dans Rail Miniature Flash, numéros 459 à 461, série d'articles sur l'histoire et les techniques ferroviaires de l'usine
- « Metaleurop : “du défensif au créatif”. Chronique et analyse d’une lutte singulière » (2009), article des sociologues Delphine Corteel, Anne Duhin et Judith Hayem, avec article en italien Metaleurop : dal difensivo al creativo. Cronaca e analisi di una lotta singolare[32] » .

## Suites judiciaires
Après une plainte pour « mise en danger de la vie d'autrui » et pour « non-assistance à personne en danger » de la part du Comité de défense évinois, en raison de nombreux cas de saturnisme autour de l'usine, chez des enfants notamment, et à la suite de cette liquidation inattendue, une information judiciaire pour « abus de biens sociaux » et « recel d'abus de bien sociaux » a été ouverte le 13 février 2006. Elle n'aboutira à aucune mise en cause.
L'enquête préliminaire lancée dès le 24 janvier 2005 par le parquet de Paris s'est étonnée de la vente (sans aucun appel d'offres) par Glencore de son usine d'électrolyse de zinc de Nordenham, dans le nord de l'Allemagne. Montant de la transaction réalisée avec le groupe Xstrata (une entreprise minière suisse également basée à Zoug) : 100 millions USD, au bénéfice de son actionnaire de référence Glencore, à hauteur de 40 %. Il n'y aura aucune suite non plus.
La procédure d'indemnisation devant la justice prud'homale a abouti à la reconnaissance du préjudice subi par les anciens salariés.

## Reconversion du site
Après que l'usine a été rasée, un écopôle s'y est développé, sur environ 50 hectares aménagés par le groupe Suez, dit Sita Agora, et accueillant 370 salariés et 18 entreprises toutes impliquées dans le recyclage et/ou la valorisation des déchets (industriels ou non).
Une partie des friches industrielles est un site atelier où les scientifiques étudient les séquelles de pollution, dont en particulier la pollution du sol.